# Philip Morris International
Philip Morris International Inc. (PMI) is een onafhankelijke internationaal opererende tabaksproducent, actief in ongeveer 180 landen maar niet in de Verenigde Staten en de Volksrepubliek China. 

## Activiteiten

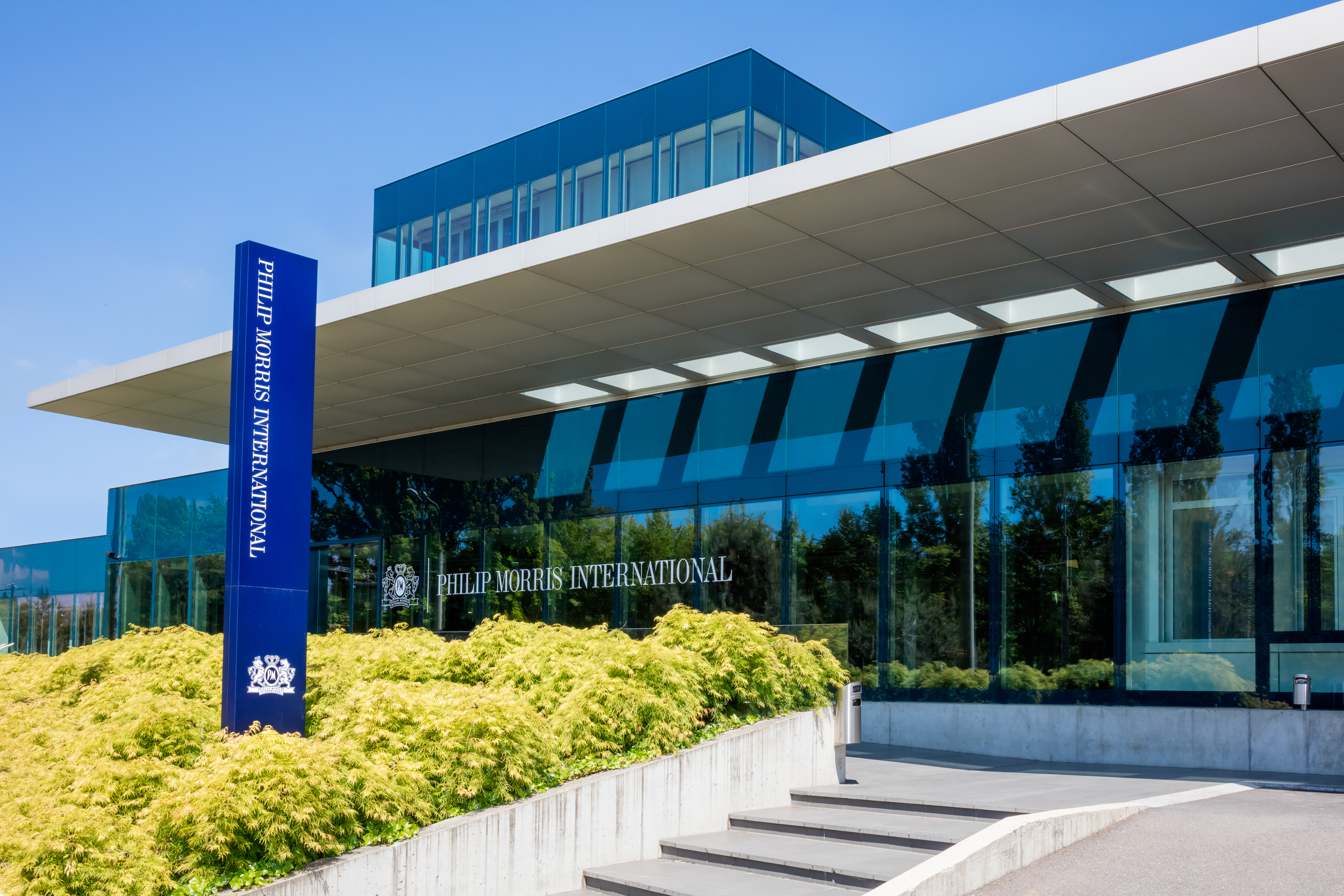
PMI operations center in Lausanne

Philip Morris International Inc., via haar dochterondernemingen, houdt zich bezig met de vervaardiging en de verkoop van sigaretten en tabaksproducten buiten de Verenigde Staten. Het is de producent en distributeur van sigarettenmerken zoals Marlboro, L&M, Chesterfield en Philip Morris.
Daarnaast voert PMI ook een categorie van tabakverdampingsproducten (heat-not-burn) waarbij tabak wordt verhit en niet verbrand. Het bedrijf noemt deze reduced-risk products (RRP) omdat ze minder schadelijk zouden zijn dan gewone sigaretten.
De huidige hoofdvestiging bevindt zich in New York en een operations center bevindt zich in Lausanne, Zwitserland.
In 2024 verkocht het bedrijf wereldwijd 617 miljard sigaretten (in 2020: 628 miljard / 2015: 847 miljard). Het had wereldwijd een ruim een kwart van de markt in handen, maar dit exclusief de verkopen in de Volksrepubliek China en de Verenigde Staten. Marlboro is veruit het belangrijkste merk van PMI. Verder werden 140 miljard eenheden tabakverdampingsproducten verkocht in 2024, het wereldmarktaandeel ligt op zo'n 5%. In de totale PMI volumeverkopen was het aandeel 18%, maar de bijdrage aan de netto-omzet lag dubbel zo hoog op 39% in 2024.
In 2023 had Rusland een aandeel van 9% in het totale afzetvolume en zo'n 6% in de netto-omzet, voor Oekraïne waren de vergelijkbare cijfers 2% en 1%. In 2022 besloot PMI de geplande investeringen op te schorten opgeschort en werd de productie in Rusland ingekrompen. PMI heeft zich niet volledig teruggetrokken uit Rusland. De omzet van het bedrijf in Rusland bedroeg in 2023 4,2 miljard euro.

### Resultaten
De omzet is redelijk stabiel, de lagere volumeverkopen worden grotendeels gecompenseerd door hogere verkoopprijzen. In 2022 bedroegen de accijnzen en belastingen op producten US$ 49 miljard. Het merk Marlboro levert veruit de grootste bijdrage aan de omzet, in 2024 verkocht het bedrijf in totaal 617 miljard traditionele sigaretten. In dat zelfde jaar werden 140 miljard eenheden verkocht in de categorie van tabakverdampingsproducten.
De forse daling van de omzet in 2022 is het gevolg van een andere berekening van de omzet. Tot 2022 was de omzet inclusief accijnzen en belastingen op rookwaren en na 2022 is de omzet exclusief deze heffingen.
| Jaar | Omzet             | Bedrijfs- resultaat | Netto- resultaat  | Werknemers | Verkopen traditionele sigaretten (× miljard stuks) | Verkopen tabakverdampings- producten (× miljard stuks) |
| Jaar | (× miljoenen US$) | (× miljoenen US$)   | (× miljoenen US$) | Werknemers | Verkopen traditionele sigaretten (× miljard stuks) | Verkopen tabakverdampings- producten (× miljard stuks) |
| ---- | ----------------- | ------------------- | ----------------- | ---------- | -------------------------------------------------- | ------------------------------------------------------ |
| 2011 | 76.346            | 13.342              | 8879              | 78.100     | 915                                                |                                                        |
| 2012 | 77.393            | 13.863              | 9154              | 87.100     | 927                                                |                                                        |
| 2013 | 80.029            | 13.515              | 8850              | 91.100     | 880                                                |                                                        |
| 2014 | 80.106            | 11.702              | 7658              | 82.500     | 856                                                |                                                        |
| 2015 | 73.908            | 10.623              | 7032              | 80.200     | 847                                                |                                                        |
| 2016 | 74.953            | 10.815              | 7250              | 79.500     | 813                                                | 7                                                      |
| 2017 | 78.098            | 11.503              | 6341              | 80.600     | 762                                                | 36                                                     |
| 2018 | 79.823            | 11.377              | 7911              | 77.400     | 740                                                | 41                                                     |
| 2019 | 77.921            | 10.531              | 7185              | 73.500     | 707                                                | 60                                                     |
| 2020 | 76.047            | 11.688              | 8056              | 71.000     | 629                                                | 76                                                     |
| 2021 | 82.223            | 12.975              | 9109              | 69.000     | 625                                                | 95                                                     |
| 2022 | 31.762            | 12.246              | 9048              | 79.800     | 622                                                | 109                                                    |
| 2023 | 35.174            | 11.556              | 7813              | 82.700     | 613                                                | 125                                                    |
| 2024 | 37.878            | 13.402              | 7057              |            | 617                                                | 140                                                    |

## Geschiedenis
PMI was een divisie van de Altria Group. Per 31 maart 2008 kreeg het bedrijf een eigen notering aan de New Yorkse en Parijse beurs Euronext, en ging zij als onafhankelijk bedrijf verder. De splitsing was vooral geografisch, Altria bleef actief in de Verenigde Staten en PMI kreeg alle internationale activiteiten.
Eind augustus 2019 maakten Altria en PMI bekend te willen fuseren en daarmee de splitsing van 2008 weer ongedaan te maken. De gesprekken hebben tot niets geleid en in september staakten de twee de onderhandelingen. Vanaf het moment dat de refusie werd aangekondigd, kwamen er problemen met e-sigaretten in het nieuws dat vooral Altria raakte.

### Nederland
In 1969 werd de Eindhovense sigarettenfabrikant Mignot & De Block overgenomen. In 1980 werd te Bergen op Zoom een sigarettenfabriek opgericht. In 1982 werd de productie van Mignot & De Block daarheen overgeplaatst. De Bergse vestiging was tot 2014 de grootste vestiging van Philip Morris op het Europese continent. Er werkten ongeveer 1400 mensen. In april 2014 werd bekend dat PMI per 1 oktober van dat jaar 90% van deze banen ging schrappen, omdat de productie in Bergen op Zoom werd stopgezet. Alleen de afdelingen "Expanded Tobacco Plants" en "Flavor Processing Center" zouden nog blijven produceren.
Medio 2016 maakte PMI bekend weer in Bergen op Zoom een speciale tabak voor een variant op de e-sigaret te gaan produceren en dat gaat tot 70 banen opleveren. Het besluit leidt tot een investering van 65 miljoen euro en de nieuwe productielijn gaat in 2018 in productie. Eind 2017 werden in de fabriek twee nieuwe productielijnen voor de iQOS heatstick, een nieuw rookloos product waarbij de tabak tot 350 graden wordt verhit en niet verbrand. In Bergen op Zoom worden de tabaksvelletjes gemaakt, die om de tabak wordt gewikkeld die in de iQOS wordt gestopt. Hiervoor zijn 135 nieuwe medewerkers nodig. Zijn deze allemaal aangenomen dan werken er, inclusief de logistieke afdelingen, weer 700 mensen.
De iQOS wordt als 'gezond' alternatief op de markt gebracht en valt niet onder de Tabaks- en rookwarenwet waardoor vooralsnog met een tekstuele waarschuwing op de verpakking kan worden volstaan. Deskundigen van onder meer het RIVM betwijfelen de bevindingen van de tabaksindustrie en onderzochten de mogelijk schadelijke effecten van de alternatieve rookwijze. Het product is dodelijk: gebruikers krijgen kankerverwekkende en andere schadelijke stoffen binnen. Een Zwitsers onderzoek (in Journal of the American Medical Association) toonde aan dat de damp van heatsticks dezelfde schadelijke stoffen bevat als sigarettenrook, zij het in lagere concentraties. In Australië en Nieuw-Zeeland is de heatstick dan ook verboden; in Nederland kan het door een hiaat in de wet op de markt worden gebracht zonder autorisatie van de overheid. De gemeente Bergen op Zoom lobbyde voor PMI bij de Europese Unie. De gemeente en provincie Noord-Brabant traden volgens een overeenkomst met de fabrikant op als verhuurmakelaar voor het vastgoed van de fabrikant.

### Naar een rookvrije toekomst
Op het World Economic Forum van januari 2019 lanceerde PMI een opmerkelijke campagne: Designing a Smoke-Free Future (“We werken aan een rookvrije toekomst”). Het bedrijf beweert baanbrekende nieuwe producten te hebben ontwikkeld die én rookvrij én prettig in het gebruik zijn. Het blijkt onder meer te gaan om de elektronische heatstick iQOS. Waarnemers zijn van oordeel dat dit een slimme bedrijfsstrategie kan blijken, gelet op de terugvallende omzet van tabak in de wereld. Onderzoek toont ook aan dat de elektronische heatstick vaker de start is van een rookverslaving. 

### Philip Morris vs Australië
In 2011 spande PMI een rechtszaak aan omdat volgens hen Australië verzaakte aan de vrijhandelsakkoorden. De Australische regering had beslist dat op sigarettenverpakking foto's van longkankerpatiënten moesten staan. De zaak werd vooral bekend omdat tegenstanders van arbitrage het als voorbeeld gebruikten waartoe vrijhandelsakkoorden kunnen leiden, namelijk dat overheden schadevergoedingen moeten gaan betalen wanneer ze het algemeen belang (gezondheid van burgers) voor het (privaat) economische belang stellen van een bedrijf. Eind 2015 verklaarde het arbitragetribunaal zich onbevoegd en er werd geen vergoeding betaald.

### Bod op Swedish Match
In mei 2022 deed PMI een bod op alle aandelen van Swedish Match. PMI is bereid 106 Zweedse kroon per aandeel, dat is in totaal 15 miljard euro, te betalen. Vanwege de dalende sigarettenverkoop wil PMI zijn assortiment uitbreiden met de rookvrije producten van Swedish Match. Tussen 2009 en 2015 hadden de twee al een joint venture voor de verkoop van rookvrije waren buiten Zweden en de Verenigde Staten. Aandeelhouders vonden het bod te laag en nadat het PMI het bod had verhoogd met 10 Zweedse kroon kon de overname doorgaan. Vanaf 11 november 2022 worden de resultaten van Swedish Match geconsolideerd.